# Устром
Устром (рус. Устром) река је у Русији која протиче преко територије Глинкавичког и Кардимовског рејона у централном делу Смоленске области. Лева је притока Дњепра и део басена Црног мора. 
Извире код села Бољшаја Нежода у на југу Глинкавичког рејона, однсоно у северним деловима Јељњанског побрђа (микроцелина Смоленског побрђа). Тече у смеру северозапада и након 60 km тока улива се у Дњепар као његова лева притока јужно од села Соловјево у Кардимовском рејону. 
Површина басена је 427 km². Најважније притоке су Крутењка, Трубељња и Вилетовка.